# Курдюмов, Владимир Анатольевич
Влади́мир Анато́льевич Курдю́мов (также кит. трад. 耿華, упр. 耿华, пиньинь Gĕng Huá, палл. Гэн Хуа́, род. 13 мая 1965 года) — профессор, декан Восточного факультета Института Иностранных Языков Московского городского педагогического университета. Доктор филологических наук (специальность 10.02.19 Теория языка), специалист по китайскому языку, истории и теории языкознания, создатель нового направления на стыке лингвистики и философии — предикационной концепции языка.

## Вклад в науку
Является автором оригинальной теоретической грамматики китайского языка, где данный язык впервые рассмотрен не с позиции «евроцентризма» (то есть наложения европейских грамматических категорий на восточный материал), а с точки зрения авторской предикационной концепции и собственной внутренней логики языка. Предикационная концепция является дальнейшим развитием идей Н. Хомского, Ч. Н. Ли, С. А. Томпсон, М. Хайдеггера и в какой-то степени Г. П. Мельникова и отдельных лингвофилософских направлений. Теория является хорошо применимой даже к европейским языкам, без необходимости связывать себя традиционными терминами, взятыми из греческой и латинской грамматик.
Основы предикационной концепции впервые как целое изложены в монографии «Идея и форма» (М.: 1999) и, частично, в трудах периода 1989—1999 г. (кандидатская диссертация «Предикация и предикативность в китайской и русской речи» (1994), докторская диссертация «Предикация и природа коммуникации» (1999), ряд статей), а также в итоговой работе «Курс китайского языка: Теоретическая грамматика», где помимо предикационной концепции, излагаются основы частной концепции позиционной морфологии (частеречные категории суть маршрут, диапазон и позиция лексических единиц; части речи «путешествуют»).

## Выступления с лекциями и семинары за рубежом в качестве приглашенного профессора
- октябрь — ноябрь 2009 г. — Сычуаньский университет, г. Чэнду, Китайская Народная Республика,
- декабрь 2009 г.- Чунцинский педагогический университет, г. Чунцин, Китайская Народная Республика,
- апрель 2012 г. — Казахский Национальный университет им. Аль-Фараби, г. Алматы, Республика Казахстан.
- июль 2013 г. — Столичный педагогический университет, г. Пекин, Китайская Народная Республика.
- декабрь 2013 г. — Университет китайской культуры, г. Тайбэй, Тайвань.

## Список работ
Помимо трёх основных книг («Идея и форма: основы предикационной концепции языка» (1999), «Курс китайского языка: Теоретическая грамматика» (2006), «Курс китайского языка: Дополнительные главы по теоретической грамматике» (2008)), в которых излагается предикационная теория языка, Владимир Анатольевич является автором нескольких десятков статей, посвящённых данной или сходной тематике.
1. Курдюмов В.А. К уточнению понятия глубинной структуры // Стилистические и семантические трудности перевода научно-технической литературы и документации. — Калуга: Калужский ЦНТИ, 1992. — С.65 — 68. (242 с.)
2. Курдюмов В. А. Некоторые вопросы дальнейшего совершенствования структуры и содержания курса теоретической грамматики китайского языка // Проблемы совершенствования подготовки офицерских кадров в Военном университете в свете требований новых государственных образовательных стандартов. Тезисы докладов I научно-методической конференции. Часть 1. — М.: Военный университет, 1996. — С.41 — 43.
3. Курдюмов В. А. Предикация и предикативность в китайской и русской речи. — Автореф. дисс. … канд. филологич. наук. — М.: ВАЭФП, 1994. — 18 с.
4. Курдюмов В. А. Предикация и предикативность в китайской и русской речи. — Дисс. … канд. филологич. наук. — М.: ВАЭФП, 1993. — 160 с.
5. Курдюмов В. А. Проблемы освещения генезиса морфологических категорий или что же все-таки такое части речи в китайском языке // Обучение китайскому языку. Проблемы и решения: Научно-методический сборник. — М., 1997. — Выпуск 1-й. — С.44-55. (75 С.)
6. Курдюмов В. А. Редукция предиката и её роль в организации стилистически детерминированного китайского текста // Научно-практическая конференция «Функционально-стилистическая стратификация и стилевые ресурсы восточных языков». Тезисы докладов и сообщений. — М.: ВКИ, 1989. — С.34 — 36.
7. Курдюмов В. А. Теоретические предпосылки изучения элементарных синтаксических структур в китайской речи // XXI научно-методическая конференция «Педагогика сотрудничества и её реализация в процессе подготовки офицерских кадров в специальном вузе». Тезисы докладов. — М.: ВКИ, 1992. — С.67-68.
8. Курдюмов В. А. Топиковые структуры и их типология // НТИ. Сер.2. — 1993. — № 12. — С. 22 — 27.
9. Курдюмов В. А. К вопросу о некоторых частных типологических параметрах китайского языка // IV Международная конференция: «Языки Дальнего Востока, Юго-Восточной Азии и Западной Африки». Тезисы докладов. — М.: Изд. Центр ИСАА при МГУ, 1997. — С.127-130.
10. Курдюмов В. А. Опыт системной классификации морфологических категорий в китайском языке // III Международная конференция: «Языки Дальнего Востока, Юго-Восточной Азии и Западной Африки». Тезисы докладов. — М.: Изд-во МГУ, 1995. — С.63-65.
11. Курдюмов В. А. Предикативность как лингвистическая категория и сложное отношение // Сборник статей. — М.: ВАЭФП, 1994. — № 28. — С.69‑74.
12. Курдюмов В. А. Предикация, природа коммуникации, норма и типология языка // НТИ. Сер. 2. — 1993. — № 9. — С. 16 — 23.
13. Курдюмов В. А. Проблемы освещения генезиса морфологических категорий в курсе теоретической грамматики китайского языка // Иностранные языки и межкультурная коммуникация. Тезисы докладов межкафедральной научной конференции филологического направления. — М.: Воен. ун-т, 1997. — С.34 — 43.
14. Курдюмов В. А. Структурализм скорее жив, чем мертв. Если его оживить. И приложить к китайскому языку. (Заметки по поводу книги «Предописание дедуктивной теории языка (на материале китайской речи)» // Изучение китайского языка. Научно-методический сборник. — М.: ИД «Муравей», 1997. — Том 2. — С.81-88. (92 с.)
15. Курдюмов В. А. К вопросу о подборе литературы для изучения в курсе теоретической грамматики китайского языка // Изучение китайского языка. Научно-методический сборник. — М.: ИД «Муравей», 1997. — Том 2. — С.78-80. (92 с.)
16. Курдюмов В. А. Китайский язык и идеальный объект языкознания // Изучение китайского языка. Научно-методический сборник. — М.: ИД «Муравей», 1997. — Том 2. — С.49-56. (92 с.)
17. Курдюмов В. А. Структура и «истинность» высказывания // НТИ. Сер. 2. — 1997. — № 9. — С. 28 — 31.
18. Курдюмов В. А. Креативно-когнитивная функция языка и лингво-технические приемы достижения эффекта убеждения // НТИ. Сер. 2. — 1997. — № 8. — С. 31 — 36.
19. Курдюмов В. А. Механизм словообразования и морфологический статус слова в китайском языке // Изучение китайского языка. Научно-методический сборник. — М.: ИД «Муравей», 1998. — № 1 (3) — С.34-42. (73 с.)
20. Курдюмов В. А., Яковлев Г. Ю. О возможности построения сферической модели «морфологического» уровня китайского языка // Сборник научных трудов. — М.: Воен. ун-т, 1997. — № 1. — С.23-30 (350 с.).
21. Курдюмов В. А. XX век во мраке словоцентризма (?) // Мир китайского языка. Научно-методический сборник. — М.: ИД «Муравей», 1998. — № 1 — С.55-62. (64 с.)
22. Курдюмов В. А. Обращение в иерархической структуре сообщения // Мир китайского языка. Научно-методический сборник. — М.: ИД «Муравей», 1998. — № 2 — С.22-28. (64 с.)
23. Курдюмов В. А. О многомерной динамической модели языка (краткое изложение основ общей теории предикации) // НТИ. Сер. 2. — 1998. — № 2. — С. 10 — 11.
24. Курдюмов В. А. Основы предикативной теории словосочетания // Сборник научных трудов. — М.: Воен. ун-т, 1998. — № 2. — С.93-101 (350 с.).
25. Курдюмов В. А. Можно ли говорить на русском языке по-китайски (Материалы к дискуссии) // Мир китайского языка. Научно-методический сборник. — М.: ИД «Муравей», 1998. — № 3 — С.12-17. (64 с.)
26. Курдюмов В. А. Проблемы интерпретации языковых процессов в курсе теоретической грамматики // Проблемы содержания и методики подготовки военных переводчиков-референтов. Тезисы докладов II научно-методической конференции филологического направления. — М.: Воен. ун-т, 1998. — С.80 — 82.
27. Курдюмов В. А. Предикативное отношение и процесс предикации как основа для построения многомерной динамической модели языка // Китайское языкознание. IX международная конференция. Материалы. — М.: Ин-т языкознания РАН, 1998. — С. 107—109.
28. Курдюмов В. А. Адресат и отправитель в иерархической модальной структуре сообщения // Когнитивные аспекты языкового значения 2: Говорящий и наблюдатель. — Межвузовский сборник научных трудов. — Иркутск: ИГЛУ, 1999. — С.26-33.
29. Курдюмов В. А. Словосочетание в предикатоцентрической модели иерархии языковых уровней // Известия Восточного института Дальневосточного государственного университета. — Владивосток: Изд-во ДВГУ, 1999. — № 4. — С. 139—144.
30. Курдюмов В. А. Идея и форма. Основы предикационной концепции языка. — М.: Воен. ун-т, 1999. — 194 с.
31. Курдюмов В. А. Предикация и природа коммуникации. — Автореф. дисс. … докт. филологич. наук. — М.: Воен. ун-т, 1999. — 39 с.
32. Курдюмов В. А. К вопросу о предикативности и референтности // Общее и восточное языкознание. Сборник научных трудов, посвященных 70-летию члена-корреспондента РАН В. М. Солнцева. — М.: Современный писатель, 1999. — С. 44-48.
33. Курдюмов В. А. Сложное предложение в синхронии и диахронии // Китайское языкознание. Изолирующие языки. Материалы X международной конференции. — М., 2000. — С.95-98.
34. Курдюмов В. А. Уровни выше простого предложения в синхронии и диахронии // Мир китайского языка. Научно-методический сборник. — М.: ИД «Муравей», 2000. — № 1 — С.26-32. (70 с.)
35. Курдюмов В. А. Предисловие // Задоенко Т. П., Хуан Шуин Учебник китайского языка. — М.: Цитадель, 2002. — С.5-6 (768 с., ил.)
36. Курдюмов В. А. Можно ли называть китайский язык корнеизолирующим? // Китайское языкознание. Изолирующие языки. XI международная конференция. Материалы. — М.: Ин-т языкознания РАН, 2002. — С. 59-166.
37. Курдюмов В. А. Связка в системе позиционной морфологии // Межкультурная коммуникация и перевод. Материалы межвузовской конференции. — М.: МОСУ, 2003. — С. 216—220.
38. Курдюмов В. А. Четыре понимания топика: классическая и предикационная интерпретация // Китайское языкознание. Изолирующие языки. XII международная конференция. Материалы. — М.: Ин-т языкознания РАН, 2004. — С. 199—204.
39. Курдюмов В. А. Курс китайского языка: Теоретическая грамматика: Цитадель, Лада, 2005. — 576 с.
40. Курдюмов В. А. Роль языковедческих дисциплин в образовательном процессе в лингвистическом вузе. Предикационная концепция языка как одно из новейших направлений в языкознании //Сборник материалов межвузовской научной конференции «Языки мира. Мир языка» (22 апреля 2004 г.). — М.: Воен. Ун-т, 2005. — С. 3-10.
41. Курдюмов В. А. Динамическая модель языка и фонетико-фонологический уровень // Фонетика и фонология в системе филологических наук. К 100-летию со дня рождения профессора Оскара Христиановича Цахера: Материалы Всероссийской научной конференции (Иркутск, 9-11 января 2007 г.) — Иркутск: ИГЛУ, 2007.- С. 39-42. (95 с.)
42. Курдюмов В. А. Слова-заместители как текстовые / дискурсивные позиции // Язык и общество: Материалы международной научной конференции. — 26 октября 2006 г. — М.: РГСУ, 2006.- с. 63-67. (252 с.)
43. Курдюмов В. А. Методология и теория в «Теоретической грамматике китайского языка» // Пути Поднебесной: сб. научн. тр. Вып 1., Ч.1. — Минск: БГУ, 2006. — С.110-118. (295 с.)
44. Курдюмов В. А. Движение нормы русского языка: аналитизация как топикализация // Русский язык: диахрония и динамика языковых процессов; функциональные разновидности русского языка. Материалы XI конгресса Международной ассоциации преподавателей русского языка и литературы (Варна, 17-23 сентября 2007 г.) — София, 2007. — С. 121—126. (575с.)
45. Курдюмов В. А. Грамматические инновации: топиковые структуры и возможная трансформация русской литературной нормы //Лексико-грамматические инновации в современных восточнославянских языках. Материалы III международной научной конференции. — Днепропетровск, 2007. — С. 31-35. (422с.)
46. Курдюмов В.А Элементарная предикационная цепь, как структурная схема порождения — восприятия речи. // Речевая деятельность; языковое сознание; общающиеся личности. — Ин-т языкознания РАН, 2006. — С. 171—172. (365 с.)
47. Курдюмов В. А. Проблема трактовки некоторых терминов, принципиально важных для теории языка //Языковые контексты: структура, коммуникация, дискурс. Воен. Ун-т, 21июня 2007 г. — С.231-254. (395 с.)
48. Курдюмов В. А. Сущность и особенности позиции наречия в китайском языке // Ученые записки Академии Натальи Нестеровой. — Москва, 2007. С. 123—131. (206 с.)
49. Курдюмов В. А. Проблема языка и мышления — которой не существует // Язык и мышление: психологические и лингвистические аспекты. Материалы VII международной научной конференции (Ульяновск, 16-19 мая 2007 г.). С. 99-101. (269 с.)
50. Курдюмов В. А. Китайский синтаксис как модель русского разговорного и возможная проекция тенденции // Двустороннее научно-образовательное сотрудничество ВУЗов России и университетов КНР в области организации научно-образовательного сотрудничества, подготовки научно-педагогических работников и обучения молодых специалистов. Сборник тезисов российско-китайской конференции. 24-26 октября 2007 г. — М., 2007. — С.19-21.
51. Kurdyumov V. 语言学/哲学构想内的语言功能观点 = Functions of Language in Linguistics and Philosophy // 西方语言哲学国际研讨会暨中西语言哲学研究会成立大会。广州-2008 = International Conference on the Philosophy of Language and the Launch of China Association for the Philosophy of Language. Guangzhou, 2008. — P.20-21.